# سبينيا
سبينيا هي بلدة في مدينة البندقية ، في مقاطعة فينيتو، في دولة إيطاليا . إنه داخل حزام ركاب ميستر ، ويمر عبر طريق المقاطعة SP32.

## المدن التوأم
لدى سبينيا إتفاقية تعاون مع:
- بلدية فيرولي في إيطاليا، منذ 2008